# The Walt Disney Company Latin America
The Walt Disney Company Latin America es una empresa de multimedios y multicontenidos audiovisuales que opera en toda Latinoamérica y el Caribe. Es una división de Disney Entertainment, la cual a su vez es una unidad de The Walt Disney Company.
Sus diversas filiales están ubicadas en los distintos puntos de toda América Latina y el Caribe, y se encargan de la comercialización de las películas, videojuegos, parques y resorts, merchandising y música; las operaciones, distribución y marketing de los canales de televisión, plataformas digitales, plataformas de TV Everywhere, plataformas de streaming, radiodifusión y otros productos del conglomerado mediático The Walt Disney Company en todo el territorio latinoamericano.
La empresa dispone de 15 canales en Latinoamérica y 6 en Brasil.

## Medios de comunicación

### Empresas productoras de televisión y películas
- Patagonik Film Group (30%): Es una productora cinematográfica que Disney Latin America tiene 30% de las acciones de la empresa.
- Star Distribution (anteriormente Buena Vista International Latin America)
- Star Original Productions (anteriormente Buena Vista Original Productions (2019-2021) y Fox Producciones Originales (2015-2021)).

### Medios en línea
- Oh My Disney Latinoamérica: Es el medio digital para todos los fanáticos de Disney. Fue lanzado el 1 de noviembre de 2016, como un blog.

### Plataformas de streaming
- Disney+: está compuesto por series, programas, eventos en vivo, realities, documentales, especiales, cortos y películas de Disney, Pixar, Marvel, Star Wars,  National Geographic, ESPN y Star.[1]

### Canales de televisión en Latinoamérica
- Disney Channel: Es el canal principal del grupo. Comenzó sus emisiones el 27 de julio de 2000 y emite las series y programas de animación del grupo.
- Disney Jr.: Canal dedicado a los niños en edad preescolar. Comenzó sus emisiones el 1 de abril de 2011, en reemplazo de Playhouse Disney.[2]
- ESPN: Canal de televisión especializado en deportes.
  - Latinoamérica: ESPN, ESPN 2 (Norte), ESPN 2 (Sur), ESPN 3, ESPN 4, ESPN 5, ESPN 6 y ESPN 7
  - Caribe: ESPN y ESPN 2
  - Argentina: ESPN Extra y ESPN Premium[3]
  - Chile: ESPN Premium[4]
- Star Channel: Canal de series y películas.[5]
- FX: Canal de series y películas.
- Cinecanal: Canal de películas.
- National Geographic: Canal de documentales, programas y series de ficción.
- BabyTV: Canal dedicado a los niños en edad preescolar.

### Canales de televisión en Brasil
- ESPN: Canal de televisión especializado en deportes.
  - ESPN 2, ESPN 3, ESPN 4, ESPN 5 y ESPN 6.

### Canales desaparecidos
• Latinoamérica:
- Disney XD: Fue un canal dedicado a la audiencia infantil de 7 a 14 años. Fue lanzado el 3 de julio de 2009 en reemplazo de Jetix y sus transmisiones finalizaron el 1 de abril de 2022, debido a que sus contenidos fueron trasladados a Disney Channel y a la plataforma Disney+.[6]
- FXM: Canal de películas. Su emisión finalizó el 1 de abril de 2022, debido a que sus contenidos fueron trasladados a Star Channel, FX, Cinecanal y la plataforma Star+.[6]
- Star Life: Canal de series y películas de estilo de vida. Deja de existir el 1 de abril de 2022, debido a que sus contenidos fueron trasladados a Star Channel y a la plataforma Star+. En Brasil, sale de emisión para dar paso a Cinecanal.[6]
- National Geographic Wild: Canal de documentales dedicado a la vida animal. Su transmisión finalizó el 1 de abril de 2022, debido a que sus contenidos fueron trasladados a la plataforma Disney+ y al canal National Geographic.[6]
- Nat Geo Kids: Canal infantil dedicado a exploración y aventura con series animadas y películas. Se descontinúa el 1 de abril de 2022, debido a que sus contenidos fueron trasladados a la plataforma Disney+ y a Disney Junior.[6]
- Star Premium: Fue un grupo de canales de series, películas y eventos deportivos en vivo. Aparecieron el 22 de febrero de 2021 y se descontinuaron el 1 de febrero de 2022, debido a que sus contenidos, pasaron a las plataformas de streaming Disney+ y Star+.[7]
  - Latinoamérica y Caribe: Star Series, Star Hits, Star Action, Star Comedy, Star Fun, Star Cinema y Star Classics.
  - Brasil: Star Hits y Star Hits 2.
- Playhouse Disney: Fue un canal dedicado a los niños en edad preescolar. Comenzó sus emisiones el 1 de junio de 2008 y cesó transmisiones el 1 de abril de 2011, reemplazado por Disney Junior.[2]
- Jetix: Fue un canal dedicado a los niños de entre 4 y 18 años. Comenzó sus emisiones el 1 de agosto de 2004 en reemplazo del canal Fox Kids y fue reemplazado el 3 de julio de 2009 por Disney XD.[8]
- ESPN Extra (DirecTV): Fue un canal dedicado a los deportes, con contenido exclusivo para los operadores de DirecTV. Comenzó en 2008 y cesó sus transmisiones en 2021, sus contenidos fueron traspasados a los canales hermanos de ESPN y la plataforma Star+.
- Fox Sports: Fueron canales dedicados a los deportes, sus canales fueron renombrados a ESPN en gran parte de Latinoamérica, excepto en México (Vendido a Grupo Multimedia Lauman) y Argentina (Vendido a Mediapro).[9]
  - Latinoamérica: Fox Sports (cesó en 2021), Fox Sports 2 y Fox Sports 3 (cesados en 2024).[10][4]
  - Argentina: Fox Sports Premium (cesado en 2022).[3]
  - Chile: Fox Sports 1 (cesado en 2024).[4]
  - Brasil: Fox Sports (cesado en 2022) y Fox Sports 2 (cesado en 2024).[11][12]
- ESPN Extra (Ecuador):[13] Fue un canal dedicado a los deportes exclusivo para Ecuador, inició sus transmisiones el 1 de marzo de 2024 y terminó sus emisiones el 13 de junio de 2024.
- Brasil:
- Disney Channel (Brasil): Fue el canal principal del grupo. Comenzó sus emisiones el 5 de abril de 2001 y cerró sus transmisiones el 1 de marzo de 2025.
- Disney Junior (Brasil): Canal dedicado a los niños en edad preescolar. Cerró su emisión el 1 de abril de 2022.[14]
- Star Channel Brasil: Canal de series y películas. Cerró sus transmisiones el 1 de marzo de 2025.
- FX Brasil: Canal de series y películas. Cerró sus transmisiones el 1 de marzo de 2025.
- Cinecanal Brasil: Canal de películas. Comenzó sus emisiones el 1 de abril de 2022 en reemplazo de la versión brasilera de Star Life y cerró sus transmisiones el 1 de marzo de 2025.
- National Geographic Brasil: Canal de documentales, programas y series de ficción. Cerró sus transmisiones el 1 de marzo de 2025.
- BabyTV Brasil: Canal dedicado a los niños en edad preescolar. Cerró sus transmisiones el 1 de marzo de 2025.

### Plataformas de streaming descontinuadas
- Fox Play: estaba compuesto por todas las señales lineales de FOX vía streaming, el 31 de diciembre de 2020 cerraron sus app para dispositivos móviles y Smart TVs, con solo disponibilidad en su versión web (foxplay.com),[15] el 22 de febrero de 2021 con el renombramiento de los canales FOX de películas a Star, la página de foxplay.com pasó ser una página web de Star, el cierre en su versión web fue el 1 de febrero de 2022 migrando todo su contenido a Star+ y Disney+.

- ESPN Play: estaba compuesto por las señales lineales de ESPN y de contenido exclusivo deportivo cuando no se emitió un evento deportivo en las señales lineales, el 31 de agosto de 2021 con el lanzamiento de Star+, migra todo el contenido de ESPN a Star+ y la app pasa a ser una aplicación de noticias y resultados deportivos renombrándose como ESPN App.[cita requerida]

- Star+: estaba compuesto de series, documentales, especiales, cortos, películas de estudios propiedad de Disney General Entertainment, junto con eventos deportivos de ESPN.[16] El catálogo de la plataforma fue migrado el 26 de junio de 2024 tras el relanzamiento de Disney+ en la región, mientras que su plataforma separada dejó de operar el 24 de julio del mismo año.[17][18]

### Cadenas y estaciones de radio
- Radio Disney Latinoamérica: Cadena de radio 
  - Radio Disney Argentina (4,75%; a través de The Walt Disney Company Argentina).[19]
  - Radio Disney Chile (licenciada y operada por Megamedia Radio).
  - Radio Disney Uruguay (licenciada y operada por Vallemiel S.A. y The Walt Disney Company Latin America).
  - Radio Disney Brasil (29%)
  - Radio Disney Perú (en alianza con Rola Perú).
  - Radio Disney México (en alianza con Grupo Siete).
  - Radio Disney Ecuador
  - Radio Disney Bolivia (licenciada y operada por Ecor Ltda).

## Disney Media Networks Latin America
Disney Media Networks Latin America es una división de The Walt Disney Company Latin America para operar, distribuir y comercializar los canales que la compañía tiene a su cargo. Anteriormente, las ventas para Disney Channel y Jetix eran manejadas por HBO Latin America Group.